# Pratt & Whitney F135
Pratt & Whitney F135 – opracowany i produkowany przez Pratt & Whitney turboodrzutowy silnik dwuprzepływowy (ang. low-bypass turbofan engine) z dopalaczem, opracowany dla napędu jednosilnikowego samolotu wielozadaniowego Lockheed Martin F-35 Lightning II. Silnik o ciągu 124,55 kN i 191,27 kN z dopalaniem, opracowany i produkowany jest w trzech wariantach F135-PW-100 dla F-35A (CTOL), F135-PW-400 dla F-35C (CATOBAR) oraz F135-PW-600 dla F-35B (STOVL). Pratt & Whitney F135 jest jedną z nielicznych konstrukcji silników lotniczych od początku opracowanych jako napęd samolotów myśliwskich V generacji.
F135 opracowano na bazie Pratt & Whitney F119 stosowanego w dwusilnikowym F-22A Raptor, w związku jednak z podjęciem decyzji o napędzie F-35 z zastosowaniem tylko jednego silnika, F135 jako jednostka napędowa został skonstruowany z celem zapewnienia przez ten silnik znacznie większej od poprzednika siły ciągu. Trzeciej generacji silnik przeznaczony dla samolotów myśliwskich 5. generacji, w latach 20. XXI wieku stanowi najnowocześniejszą tego rodzaju konstrukcję na świecie.

## Konstukcja
Produkowany w Middletown w stanie Connecticut silnik, został skonstruowany w trzech wariantach; F135-PW-100 i F135-PW-400 do użytku – odpowiednio – w konwencjonalnych samolotach CTOL oraz dla lotniskowców CATOBAR i F135-PW-600 dla STOVL. Konwencjonalne i pokładowe wersja silnka są niemal identyczne, z główną różnicą w postaci użycia odpornych na korozję morską materiałów w wersji dla lotniskowców.
|                     | F135-PW-100 i F135-PW-400 | F135-PW-100 i F135-PW-400 | F135-PW-600               | F135-PW-600               |
| ------------------- | ------------------------- | ------------------------- | ------------------------- | ------------------------- |
| Ciąg                |                           |                           |                           |                           |
| Bez dopalania       | 28 000 lbf                | 124,55 kN                 | 27 000 lbf                | 120,10 kN                 |
| Z dopalaniem        | 43 000 lbf                | 191,27 kN                 | 41 000 lbf                | 182,38 kN                 |
| Krótki start        |                           |                           | 40 740 lbf                | 181,22 kN                 |
| Zawis               |                           |                           | 40 650 lbf                | 180,82 kN                 |
| Długość             | 559 cm                    | 559 cm                    | 937 cm                    | 937 cm                    |
| Średnica wlotu      | 109 cm                    | 109 cm                    | 109 cm dmuchawa 129,54 cm | 109 cm dmuchawa 129,54 cm |
| Średnica maksymalna | 117 cm                    | 117 cm                    | 117 cm dmuchawa 134,62 cm | 117 cm dmuchawa 134,62 cm |

Stosowany w wariantach F-35A i F-35C silnik F135-PW-100, zapewnia 28 000 funtów (124,55 kN) ciągu bez użycia dopalaczy, i 43 000 funtów (191,27 kN) z dopalaniem. Odpowiada to łącznemu ciągowi dwóch silników General Electric F404 napędzających Boeing F/A-18 Super Hornet i 30 000 KM.
Napędzający F-35B silnik F135-PW-600, zapewnia ciąg 27 000 lb (120,1 kN) bez użycia dopalaczy i 41 000 ln (182,38 kN) z dopalaniem. W zawisie, F135-PW-600 generuje ciąg o sile 40 650 lb (180,62 kN). Temperatura w komorze spalania silnika wynosi 2200°C. Średnica głównego wlotu powietrza silnika wynosi 109 cm, zaś jego długość w wersjach F135-PW-100 i F135-PW-400 wynosi 559 cm. W wersji przeznaczonej do krótkiego startu i pionowego lądowania, z uwagi na dmuchawę, długość silnika wzrasta do 937 cm.
W 2023 roku F135 pozostawał najpotężniejszym pod względem siły ciągu silnikiem kiedykolwiek zastosowanym operacyjnie w samolotach myśliwskich. Ciąg silnika jest jednak intencjonalnie ograniczony, ze względu na zarządzanie temperaturą, gdyż praca z wyższą mocą, a co za tym idzie z wyższymi temperaturami, mogłaby zagrozić powłokom RAM samolotu. Toteż dalsze prace nad pochodnymi tego silnika, skupiają się w dużej mierze nad zarządzaniem temperaturami. W tym czasie był też najbardziej zaawansowanym technologicznie operacyjnie używanym silnikiem dla samolotów myśliwskich. Jednocześnie duża moc pojedynczego silnika F135, dorównująca łącznemu ciągowi dwóch silników większości samolotów dwusilnikowych, umożliwia wyposażonym w niego samolotom F-35 start bez użycia dopalaczy, co ogranicza zużycie paliwa i zmniejsza poziom generowanego podczas startu hałasu.
Bardzo duża siła ciągu silnika F135 powoduje wysoki stosunek ciągu do masy tej jednostki napędowej, wynoszący 7,47:1 oraz 11,47:1 z dopalaniem